# Paul Parmentier
Paul Eugène Parmentier (Brussel, 15 februari 1854 - Knokke, 22 augustus 1902) was een Belgisch kunstschilder, een spilfiguur uit de Knokse Schilderskolonie.

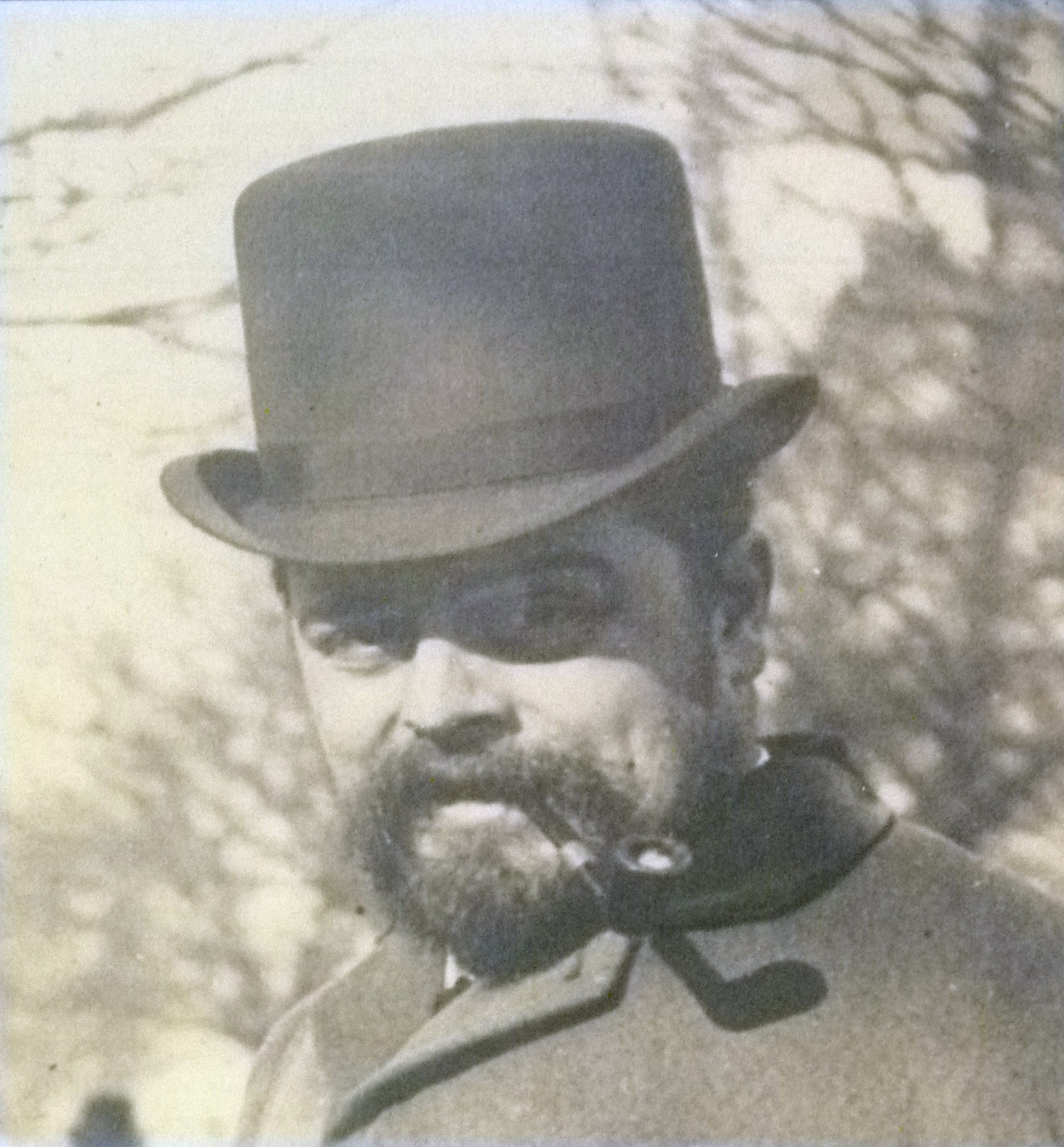
Paul Parmentier

## Biografie
Hij stamde uit een welgestelde Brusselse familie. Zijn vader Eugène Parmentier was de eigenaar van de "Usines Cotonnières de Belgique" en was van 1884 tot 1892 Belgisch volksvertegenwoordiger voor het arrondissement Brussel. Zijn moeder was Paulina Evenepoel.

### Schilder
Hij begon te schilderen als verdienstelijk dilettant. Hij had in zijn huis te Elsene een ruim atelier. In het begin van de jaren 1880 kwam hij regelmatig naar Knokke, in die tijd een klein vissersdorp aan de Belgische oostkust. Hier kwam hij in contact met een aantal andere kunstenaars, schrijvers en dichters uit het Brusselse. Dit zou leiden tot de vorming van een kleine kunstenaarskolonie (1880-1900), waarvan hij een spilfiguur werd. Aldus leerde hij ook de dierenschilder Alfred Verwee kennen, met wie hij een levenslange vriendschap zou onderhouden. Hij kreeg schilderlessen van Verwee. Zij bezaten van elkaar vele schilderijen.
In 1890 vestigde Paul Parmentier zich met zijn kroostrijk gezin definitief in Knokke. Hij had ondertussen al vijf kinderen: Jean Joseph (°1883), Robert Carlos (°1884), Fritz Eugène (°1885), Pierre Henri (°1886) en zijn dochter Suzanne.
Hij schilderde in hoofdzaak landschappen, taferelen met vee (invloed van Verwee) en marines met zichten langs de Belgische oostkust of uit de omgeving van nabije Nederlandse Sluis. Het zijn realistische taferelen met een zekere impressionistische inbreng.
Paul Parmentier toonde slechts heel zelden zijn werken in een tentoonstelling. Hij bleef hierdoor lange tijd uit de belangstelling van de kunstwereld. Twee tentoonstellingen in Knokke-Heist in de tweede helft van de twintigste eeuw, konden voor het eerst zijn werken tonen aan het grote publiek. Het grootste gedeelte is nog steeds in familiebezit. Ook de gemeente Knokke-Heist bezit enkele werken.

### Fotograaf
Paul Parmentier was ook een verdienstelijk amateurfotograaf. Zijn foto's van Knokke op het einde van de 19de eeuw (strand, vissersboten, dieren in de weide, paardenmarkten, volkstypes) dienden als basis voor schilderijen door hemzelf of door zijn vriend Alfred Verwee.

### Politiek
Paul Parmentier werd betrokken in de plaatselijke politiek. Hij werd gemeenteraadslid van Knokke in 1890 en schepen in 1891. Hij liet "het kasteel" bouwen in Knokke. Hij ontwierp het wapenschild van Knokke, dat in gebruik was tot de fusie van Knokke met Heist. Hij werd ook heroprichter, steunend lid en ere-voorzitter van de Knokse schuttersgilde Sint-Sebastiaan.
Samen met Alfred Verwee stichtte hij in 1891 de vereniging "Knocke-Attractions" voor de promotie van het toerisme in Knokke.
Na het overlijden van Alfred Verwee werd hij de grote promotor van een gedenkteken van Verwee in Knokke. Dit beeld van Leon Mignon werd in 1896 ingehuldigd en staat nu voor het stadhuis van Knokke-Heist.

## Werk
Enkele voorname werken:
- Stieren aan een poel (1877)
- Sint-Margarethakerk met huisje en moestuin op het voorplan (1880) - gemeentelijk patrimonium Knokke-Heist
- De molen van Martijn te Damme (1895)
- De kerk van Knokke
- Zonsondergang boven zee
- Vissers op het strand
- Vissersboten
- De barge Brugge-Sluis te Sluis

## Varia
- Een straat in Knokke kreeg zijn naam: de Paul Parmentierlaan. De straat is beschermd erfgoed.[1]

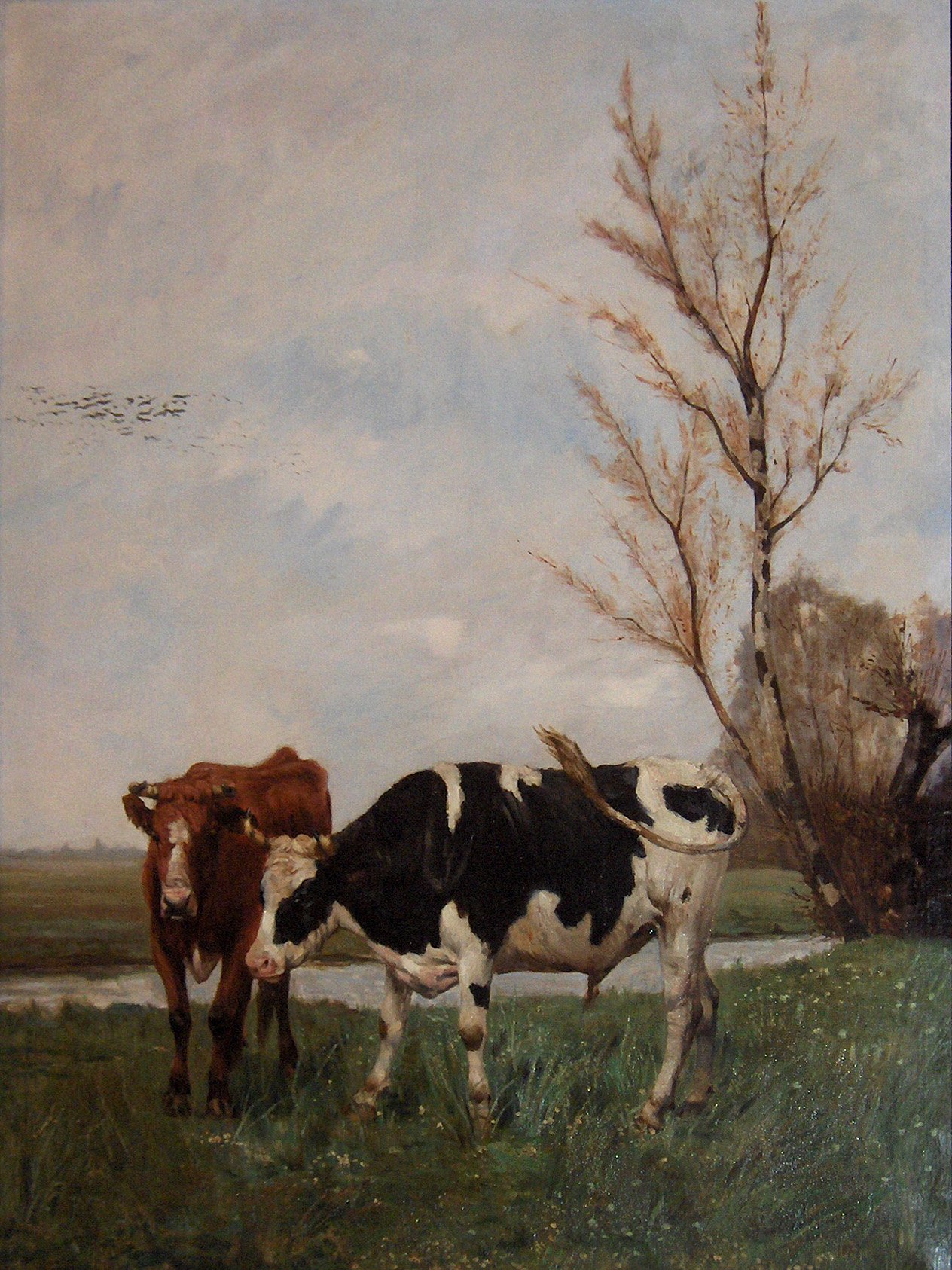
Stieren aan een poel (1877)
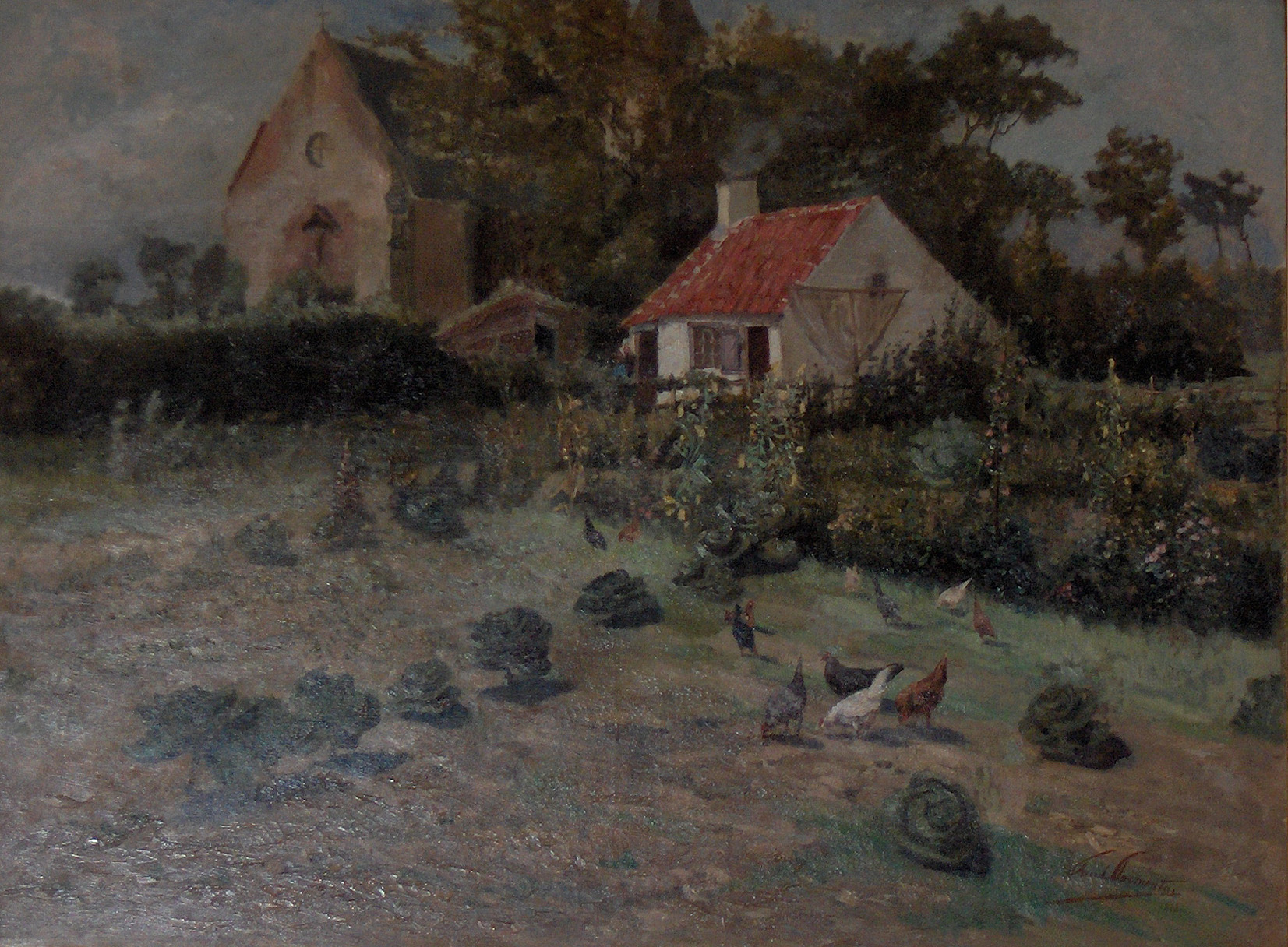
Oude Margarethakerk met huisjes en moestuin (1888)
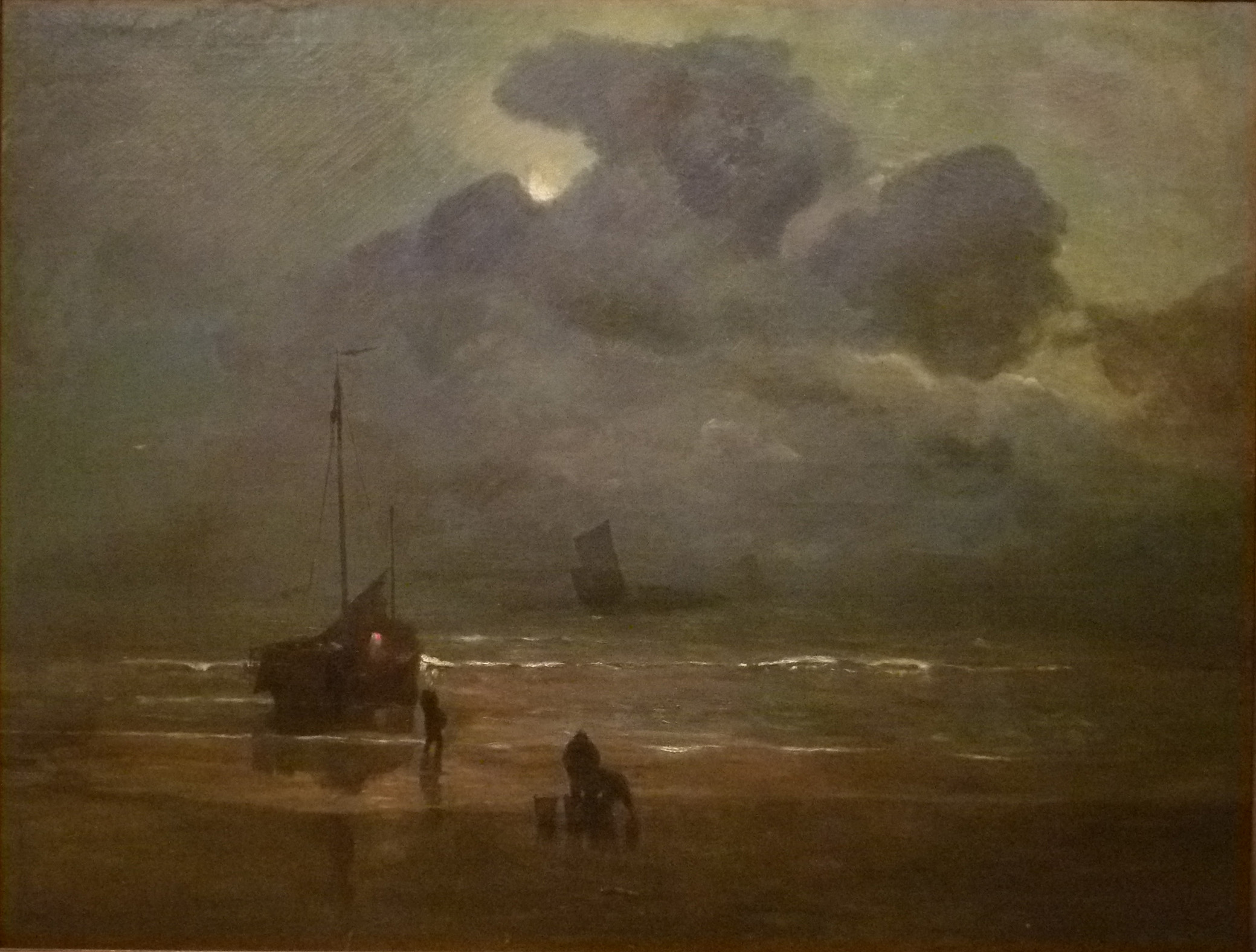
Zonsondergang boven zee